# Oscar 1972
A 44ª cerimônia de entrega dos Academy Awards (ou Oscars 1972), apresentada pela Academia de Artes e Ciências Cinematográficas, premiou os melhores atores, técnicos e filmes de 1971 no dia 10 de abril de 1972, em Los Angeles e teve Helen Hayes, Alan King, Sammy Davis, Jr. e Jack Lemmon como mestres de cerimônias.
Um dos destaques da noite foi a aparição de Betty Grable, lutando contra o câncer na época, ela fez uma de suas últimas aparições públicas. Grable apareceu junto com o cantor Dick Haymes, para apresentar os prêmios de Trilha Sonora Original, ela morreu no ano seguinte. Esta foi a primeira vez na história dos Prêmios em que os indicados foram exibidos em imagens sobrepostas ao serem anunciados.
O drama The French Connection foi premiado na categoria mais importante: melhor filme.

## Indicados e vencedores
| Melhor Filme - The French Connection - A Clockwork Orange - Fiddler on the Roof - The Last Picture Show - Nicholas and Alexandra | Melhor Diretor - William Friedkin – The French Connection - Peter Bogdanovich – The Last Picture Show - Norman Jewison – Fiddler on the Roof - Stanley Kubrick – A Clockwork Orange - John Schlesinger – Sunday Bloody Sunday |
| Melhor Ator/Actor (Principal) - Gene Hackman – The French Connection como Jimmy "Popeye" Doyle - Peter Finch – Sunday Bloody Sunday como Daniel Hirsch - Walter Matthau – Kotch como Joseph P. Kotcher - George C. Scott – The Hospital como Herbert "Herb" Bock - Chaim Topol – Fiddler on the Roof como Tevye                              | Melhor Atriz/Actriz (Principal) - Jane Fonda – Klute como Bree Daniels - Julie Christie – McCabe & Mrs. Miller como Constance Miller - Glenda Jackson – Sunday Bloody Sunday como Alex Greville - Vanessa Redgrave – Mary, Queen of Scots como Mary - Janet Suzman – Nicholas and Alexandra como Alexandra                                                                               |
| Melhor Ator/Actor Coadjuvante/Secundário - Ben Johnson – The Last Picture Show como Sam - Jeff Bridges – The Last Picture Show como Duane Jackson - Leonard Frey – Fiddler on the Roof como Motel Kamzoil - Richard Jaeckel – Sometimes a Great Notion como Joe Ben Stamper - Roy Scheider – The French Connection como Buddy 'Cloudy' Russo | Melhor Atriz/Actriz Coadjuvante/Secundária - Cloris Leachman – The Last Picture Show como Ruth Popper - Ann-Margret – Carnal Knowledge como Bobbie - Ellen Burstyn – The Last Picture Show como Lois Farrow - Barbara Harris – Who Is Harry Kellerman and Why Is He Saying Those Terrible Things About Me? como Allison Densmore - Margaret Leighton – The Go-Between como Mrs. Maudsley |
| Melhor Roteiro/Argumento - Original - The Hospital - Investigation of a Citizen Above Suspicion - Klute - Summer of '42 - Sunday Bloody Sunday | Melhor Roteiro/Argumento - Adaptado - The French Connection - A Clockwork Orange - The Conformist - The Garden of the Finzi-Continis - The Last Picture Show |
| Melhor Figurino/Guarda-Roupa - Nicholas and Alexandra - Bedknobs and Broomsticks - Death in Venice - Mary, Queen of Scots - What's the Matter with Helen | Melhor Filme Estrangeiro - Il Giardino dei Finzi-Contini ( Itália) - Dodesukaden ( Japão) - Utvandrarna ( Suécia) - HaShoter Azoulay ( Israel) - Chaykovskiy ( União Soviética) |
| Melhor Documentário em Longa-metragem - The Hellstrom Chronicle - Alaska Wilderness Lake - On Any Sunday - Ra - The Sorrow and the Pity | Melhor Documentário em Curta-metragem - Sentinels of Silence - Adventures in Perception - Art Is... - The Numbers Start with the River - Somebody Waiting |
| Melhor Curta-metragem - Sentinels of Silence - Good Morning - The Rehearsal | Melhor Animação em Curta-metragem - The Crunch Bird - Evolution - The Selfish Giant |
| Melhor Trilha Sonora/Banda Sonora - Summer of '42 - Mary, Queen of Scots - Nicholas and Alexandra - Shaft - Straw Dogs | Melhor Canção original - "Theme from Shaft" por Shaft - "The Age of Not Believing" por edknobs and Broomsticks - "All His Children" por Sometimes a Great Notion - "Bless the Beasts and Children" por Bless the Beasts and Children - "Life Is What You Make It" por Kotch |
| Melhor Trilha Sonora/Banda Sonora Adaptada - Fiddler on the Roof - Bedknobs and Broomsticks - The Boy Friend - Tchaikovsky - Willy Wonka & the Chocolate Factory | Melhor mixagem/mistura de Som - Fiddler on the Roof - Diamonds Are Forever - The French Connection - Kotch - Mary, Queen of Scots |
| Melhor Direção de Arte - Nicholas and Alexandra - The Andromeda Strain - Bedknobs and Broomsticks - Fiddler on the Roof - Mary, Queen of Scots | Melhor Cinematografia/Fotografia - Fiddler on the Roof - The French Connection - The Last Picture Show - Nicholas and Alexandra - Summer of '42 |
| Melhor Edição/Montagem - The French Connection - The Andromeda Strain - A Clockwork Orange - Kotch - Summer of '42 | Melhores Efeitos Visuais - Bedknobs and Broomsticks - When Dinosaurs Ruled the Earth |

### Múltiplas indicações
- Oito: Fiddler on the Roof, The French Connection e The Last Picture Show
- Seis: Nicholas and Alexandra
- Cinco: Bedknobs and Broomsticks e Mary, Queen of Scots
- Quatro: A Clockwork Orange, Kotch, Summer of '42 and Sunday Bloody Sunday
- Duas: The Andromeda Strain, The Garden of the Finzi-Continis, The Hospital, Klute, Sentinels of Silence, Shaft, Sometimes a Great Notion e Tchaikovsky